# Kořenov
Kořenov település Csehországban, Jablonec nad Nisou-i járásban. Kořenov Desná, Velké Hamry, Tanvald, Zlatá Olešnice, Paseky nad Jizerou, Harrachov, Hejnice, Bílý Potok és Szklarska Poręba településekkel határos. Lakosainak száma 990 fő (2024. január 1.).

## Népesség
A település lakosságának változását az alábbi diagram mutatja:
| Lakosok száma | 7935 | 9011 | 7851 | 2674 | 1247 | 1028 | 934  | 936  | 859  | 990  |
|               | 1869 | 1890 | 1921 | 1950 | 1980 | 2001 | 2017 | 2019 | 2022 | 2024 |